# 1944 (Lied)
1944 ist ein Lied der ukrainischen Sängerin Jamala. Sie gewann mit dem Titel für die Ukraine den Eurovision Song Contest 2016 im schwedischen Stockholm.

## Hintergrund und Veröffentlichung
Im Januar 2016 wurden die Teilnehmer für die ukrainische Vorentscheidung zum Eurovision Song Contest 2016 bekanntgegeben. Darunter befand sich auch die Sängerin Jamala mit dem Lied 1944, das sie zusammen mit Art Antonyan geschrieben hat. 

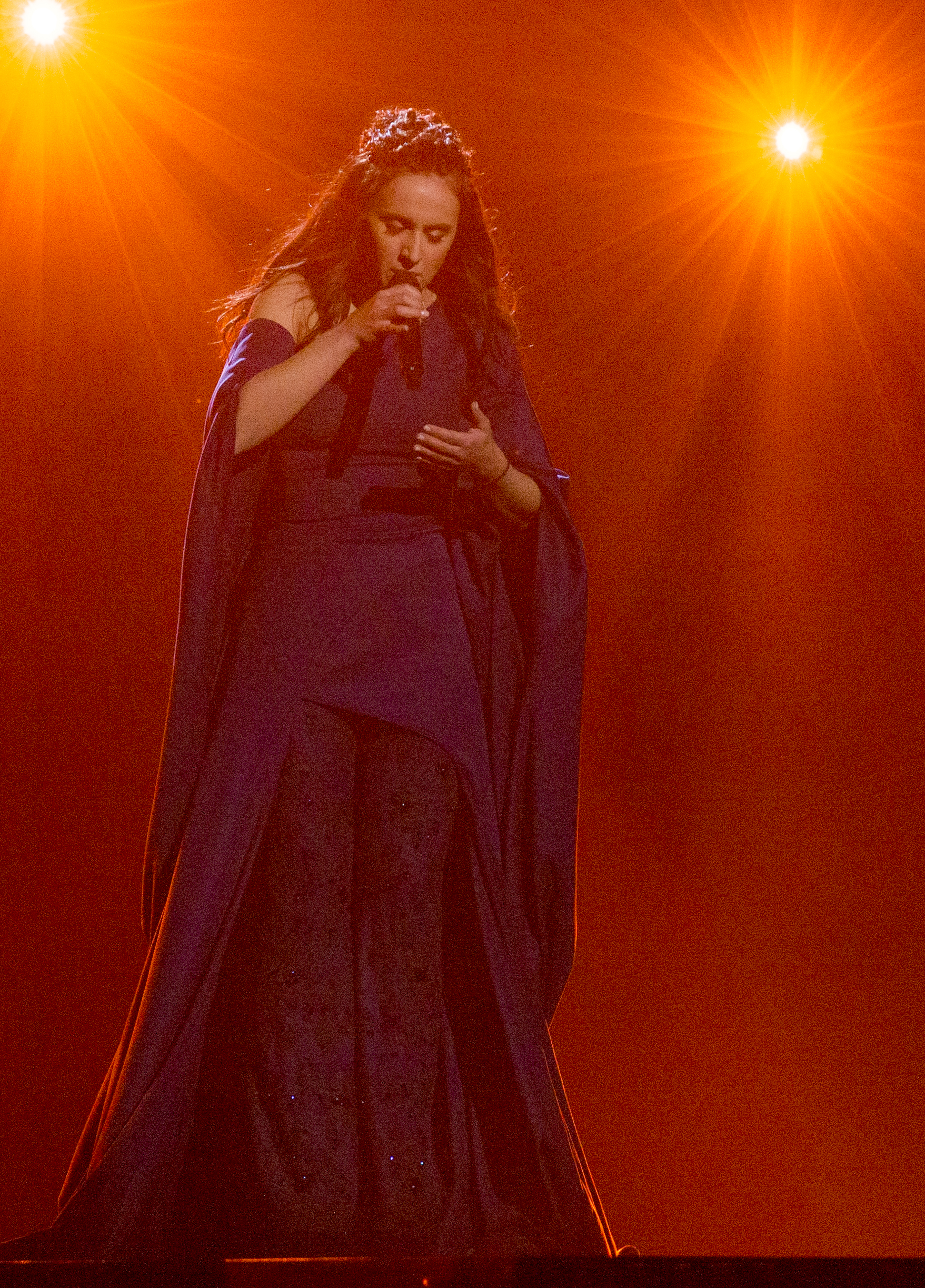
Jamala mit 1944 beim ESC 2016

 Am 6. Februar 2016 fand das erste Halbfinale der Vorentscheidung statt, in dem sich Jamala gegen sechs Konkurrenten durchsetzen und für das Finale der Vorentscheidung am 21. Februar 2016 qualifizieren konnte. Das Stück wurde am 12. Februar veröffentlicht.
Am 14. Mai 2016 siegte Jamala im Finale des Eurovision Song Contest 2016 für die Ukraine mit 1944 vor Australien und Russland. Das Stück wurde zweiter im Televoting und bei den internationalen Jurys und erhielt insgesamt 534 Punkte. Am 21. September 2016 wurde das offizielle Musikvideo auf YouTube veröffentlicht. Am 9. Mai 2017 trat Jamala im ersten Halbfinale des Eurovision Song Contest 2017 mit einer modifizierten Version ihres Liedes als Pausenfüller auf.

## Inhalt
Der Titel 1944 bezieht sich auf das Jahr, in dem der sowjetische Diktator Josef Stalin nach der Rückeroberung der Krim von der deutschen Wehrmacht die Krimtataren nach Zentralasien deportieren ließ, weil er sie der Kollaboration mit dem Deutschen Reich bezichtigte.
Der Liedtext handelt von Jamalas Urgroßeltern, die als Krimtataren durch das Stalin-Regime von der Halbinsel am Schwarzen Meer deportiert wurden. Am 18. Mai 1944 war ihre Urgroßmutter Nasylchan mit fünf Kindern aus ihrem Haus im Dorf Kutschuk Osen nach Kirgisistan deportiert worden. Im Text geht sie auf die verlorengegangene Kindheit in der Heimat und die Taten der Sowjets ein. Der Songtext ist in Englisch verfasst; der Refrain besteht aus zwei Zeilen auf Krimtatarisch, die sich auch schon im Lied Ey Güzel Kırım („Oh, schöne Krim“) aus dem Jahr 1966 finden. Krimtatarisch war beim Wettbewerb zum ersten Mal zu hören.
Am Anfang des Liedes wurde als instrumentale Besetzung eine duduk verwendet, die von Aram Kostanyan gespielt wurde. Ihr samtiger Klang in Verbindung mit den für die armenische Musik typischen Melismen löst oft Assoziationen von Melancholie und Trauer aus. Als Gesangstechnik fand die Mugham Verwendung.

## Kontroversen
Am Tag nachdem Jamala die Vorentscheidung gewonnen hatte, begannen Diskussionen darüber, ob das Lied zu politisch sei. Laut den offiziellen Regeln des Eurovision Song Contests sind Lieder, deren Text politisch ausgelegt werden kann, verboten. Die Europäische Rundfunkunion bestätigte jedoch, dass weder der Titel noch der Liedtext auf einen politischen Hintergrund zurückzuführen seien und deshalb keine Regel des Eurovision Song Contests gebrochen werde.

## Chartplatzierungen
Trotz des Sieges beim Eurovision Song Contest zog 1944 nur in wenige Charts ein.
| ChartsChartplatzierungen | Höchstplatzierung | Wochen |
| ------------------------ | ----------------- | ------ |
| Österreich (Ö3)          | 54 (1 Wo.)        | 1      |
| Schweiz (IFPI)           | 73 (1 Wo.)        | 1      |